# Српско-мађарска република Барања-Баја
Српско-мађарска република Барања-Баја (мађ. Baranya-Bajai Szerb-Magyar Köztársaság), или Барањско-Бајска Република, је била краткотрајна држава проглашена у Печују 14. августа 1921. Њену територију су чинили северни делови географских регија Барање и Бачке.

## Историја
После војног пораза Аустроугарске у октобру 1918, територија Барање и Бачке је била под контролом војске Краљевине Србије и под административном управом војвођанских Срба, који су 25. новембра 1918. прогласили присаједињење ових подручја Краљевини Србији и формирали аутономни регион под називом Банат, Бачка и Барања. 1. децембра 1918. овај регион (као део Краљевине Србије) улази у састав Краљевства Срба, Хрвата и Словенаца.
После пораза Мађарске Совјетске Републике на челу са Белом Куном у лето 1919. многи комунистички дисиденти из Будимпеште, бежећи од „белог терора“ адмирала Миклоша Хортија, емигрирали су у Барању, где им је градоначелник Печуја, Бела Линдер, пружио уточиште.
Мировна конференција у Паризу доделила је северне делове Барање и Бачке Хортијевој Мађарској. Ова одлука изазвала је генерални штрајк и масовне демонстрације у Печују, а протести су кулминирали великом народном скупштином 14. августа 1921, на којој је пред 30.000 људи сликар Петар Добровић предложио оснивање независне републике коју би чинили делови Барање и северни делови Бачке око Баје. Његов предлог је прихваћен, а Петар Добровић је постао председник Извршног комитета нове републике.
Власти нове републике нису, међутим, успеле да добију међународно признање своје независности, па су после повлачења војске Краљевине СХС, која је штитила републику, Хортијеве снаге ушле у Печуј и окончале Српско-мађарску републику.
Територија краткотрајне републике (14-21. август 1921) је још 1920. године по Тријанонском споразуму додељена Хортијевој Мађарској, а јужни делови Бачке и Барање Краљевству СХС. Међутим, војна и цивилна управа Краљевства СХС није се повукла из северне Барање и Бачке све до краја августа 1921, када су се у журби и нереду повукле пред наступајућом мађарском војском. Данас су ови северни делови Барање и Бачке у саставу Мађарске.

## Становништво
Већину становништва републике чинили су Мађари, а у њој је било и Срба, Хрвата, Шокаца, Буњеваца, Немаца, Јевреја, и других.

## Председник
Председник Извршног комитета (14—21. август 1921), односно Председник Републике био је Србин Петар Добровић (1890—1942).